# 霍爾茨維森格拉本河 (布魯克巴赫河支流)
49°00′32″N 10°40′32″E / 49.00894°N 10.67551°E
霍爾茨維森格拉本河（德語：Holzwiesengraben），是德國的河流，位於該國東南部，由巴伐利亞負責管轄，屬於布魯克巴赫河的右支流，河道全長1.1公里，流經魏森堡-貢岑豪森縣。